# بعيد
بعيد هو فيلم من نوع دراما أُصدر في 2002. الفيلم من إخراج نورى بيلجى جيلان، أما السيناريو فكان من كتابة نورى بيلجى جيلان وجميل كافوكتش.

## القصة
تقع أحداث الفيلم في إسطنبول.

## طاقم التمثيل
- أمين طبرق
- إيبرو جيلان
- مظفر اوزدمير
- إيرجان كيسال
- Arif Aşçı  [لغات أخرى]‏
- زحل كنجر
- نازان كيسال

## الإنتاج
موسيقى الفيلم التصويرية كانت من تأليف فولفغانغ أماديوس موزارت.

## وصلات خارجية
- بعيد على موقع IMDb (الإنجليزية)
- بعيد على موقع ميتاكريتيك (الإنجليزية)
- بعيد على موقع روتن توميتوز (الإنجليزية)
- بعيد على موقع نتفليكس (الإنجليزية)
- بعيد على موقع قاعدة بيانات الأفلام العربية
- بعيد على موقع ألو سيني (الفرنسية)
- بعيد على موقع Turner Classic Movies (الإنجليزية)
- بعيد على موقع أول موفي (الإنجليزية)
- بعيد على موقع فيلمافينيتي (الإسبانية)
- بعيد على موقع قاعدة بيانات الفيلم (الإنجليزية)